# Жадановский, Борис Петрович
Бори́с Петро́вич Жадано́вский (укр. Бори́с Петро́вич Жадані́вський, 28 апреля 1885, Харьковская губерния — 27 апреля 1918) — российский революционер, участник революции 1905—1907 годов и вооруженной борьбы с немецкими частями в 1918 году в Крыму.

## Биография
Родился в Харькове в семье кадрового офицера. Учился в Полтавском кадетском корпусе (1903). Окончил Николаевское военно-инженерное училище в Санкт-Петербурге. С 1905 года служил подпоручиком 5-го понтонного батальона 3-й саперной бригады в Киеве. В июле 1905 года в Киеве установил связь с военной организацией РСДРП.

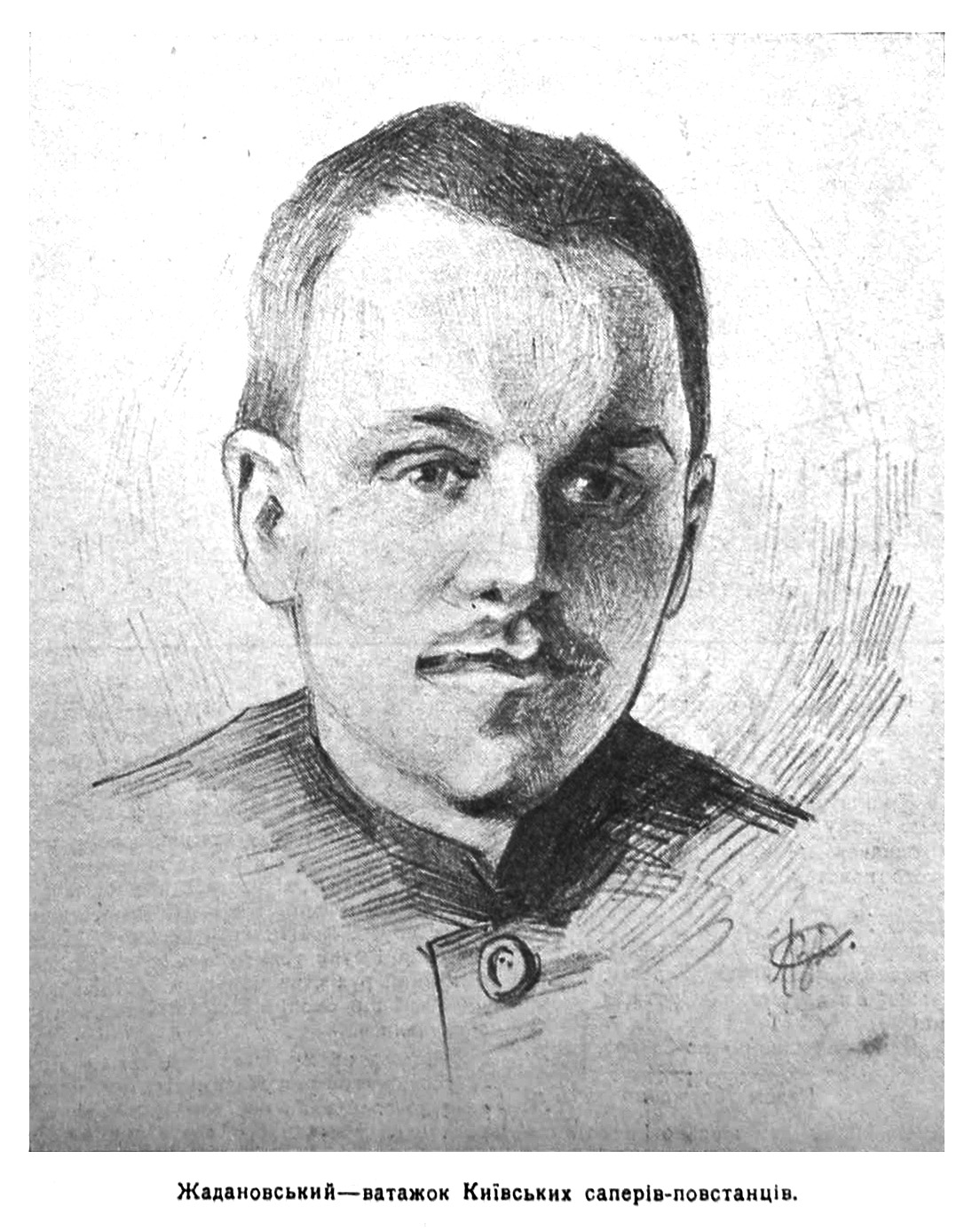
Портрет Бориса Жадановского, журнал «Глобус», 1925 год

18 ноября 1905 года возглавил вооруженное выступление сапёров в Киеве. По утверждениям советских историков, демонстрация была расстреляна царскими войсками, по другим данных, восставшие первыми открыли огонь по отказавшимся присоединиться к ним войскам и ответным огнём были рассеяны. Раненый Жадановский спасся, затем скрывался на агрономической ферме Киевского политехнического института.
В сентябре 1906 года военно-окружной суд приговорил его к расстрелу, который был заменён бессрочной каторгой. По дороге на каторгу в ночь на 29 ноября Жадановский перепилил решётку в окне тюремного вагон и выпрыгнул на полном ходу из поезда. Ему удалось дойти до ближайшей деревни, где он обратился за помощью к местному жителю, но тот выдал беглеца сельскому старосте и приставу.
Жадановский отбывал каторгу в Шлиссельбургской крепости, затем был заключён в Смоленской, Орловской, Курской, а с конца 1913 года — Херсонской тюрьмах. Здесь он встречался и общался с большевиками, анархистами и эсерами. Освобождён после Февральской революции 1917 года по амнистии, принятой министром юстиции Временного правительства Александром Керенским.
После выхода из тюрьмы переехал в Крым для лечения туберкулёза. В ноябре 1917 года вступил в ряды РСДРП(б), занимал должность заместителя председателя Ялтинского совета рабочих депутатов, был главным редактором печатного органа «Известия». Один из вдохновителей красного террора в Ялте 1918 года. 23 января 1918 года власти обложили имущих горожан Ялты контрибуцией в 20 млн. рублей, за неуплату которой полагался расстрел. Как написал в своих мемуарах В. А. Игнатенко, автором идеи взимания контрибуции выступил бывший руководитель восстания саперов в Киеве в 1905 году политкаторжанин Борис Жадановский: «Товарищи, у капиталистов существует правило: победивший с побежденного взыскивает аннексии и контрибуции. Так почему же мы как победители не можем так поступить с буржуазией нашего города?».
В апреле 1918 года, при наступлении на территорию Украинской Народной Республики и в Крым австро-немецких войск организовал из коммунистов, левых эсеров и анархистов «особый социалистический» отряд численностью в 150 человек.
В боях под Симферополем отряд был разгромлен немцами, а сам Жадановский погиб.

## Память
- Улица Жадановского в Чугуеве.
- Улица Жадановского в Ялте.
- Улица Жилянская в Киеве в 1926—1993 годах носила имя Жадановского. На доме № 107 в феврале 1966 года была открыта гранитная аннотационная мемориальная доска Б. Жадановскому (архитектор В. Шевченко); ныне снята.
- Мемориальная доска из бронзы на фасаде дома № 5 по ул. Московской в Киеве (архитектор А. Сницарёв, скульптор А. Банников); в 2016 году снята.
- В 1982 году о нем снят биографический фильм «Казнить не представляется возможным».